# マーメイド・ぱにっく
『マーメイド・ぱにっく』は、小泉まりえによる日本のライトノベル作品、キャラクター原案とイラストは武内直子が手掛ける。1996年8月に講談社の講談社X文庫ティーンズハートより発売。全4巻。アンデルセン童話の人魚姫を中心となって設定したもの。

## ストーリー
海の世界のマーメイド・プリンセスは、1000年に一度、魔女ウインディアから世界を守るため陸に上がって、16歳の誕生日までに愛する人間の男の子とキスをしなければならない。
15歳のプリンセス・真珠は、自身がその役目を担う当代のプリンセスだと知らされ、マーメイドの国に伝わるピンクの真珠の力を借りて人間の少女となり、地上に上がることに。真珠は無事故郷を救えるのか。

## 登場人物
真珠、竜一、星子、泉、晴海はエスカレーター式の学校に通うため、3巻目で全員進学（進級）している。
真珠（しんじゅ）
マーメイドや海の世界を守るために地上に上がってきたマーメイド・プリンセス。15歳。7月7日生まれ。ピンクパールのネックレスを引き継ぎ、その魔力を借りて人間に変身、「居候中の親戚」として竜一の家で同居することに。ただし、身体が水に濡れるとピンクパールの魔法が解けてマーメイドに戻ってしまう。人間界では中学3年生の「姫乃真珠（ひめの しんじゅ）」として学校にも通う。マーメイドゆえに海の生き物と会話が出来、足で歩くことに慣れていないため、よく転ぶ。
海堂竜一（かいどう りゅういち）
真珠が初めて出会った男の子。中学3年生。春生まれ。父は海洋生物学の大学教授で、アメリカに行っている。母は幼い頃に他界。
海堂星子（かいどう せいこ）
竜一の妹。お兄ちゃんが大好きな中学1年生。
ウインディア
海の魔女。マーメイドの世界を狙っていて、闇の魔力を秘めたブラックパールのネックレスを持つ。伝説の成就を阻止しようと、手段を選ばず真珠の邪魔をする。
おばあさま
マーメイドの世界のヌシ。かなり長い間生きている生き字引的な存在で、真珠に1000年目のマーメイド・プリンセスの使命を伝え、ネックレスを託した。
マリン、ビーチ
ともにマーメイドの少女。真珠の幼馴染。
今田泉（いまだ いずみ）、晴海（はるみ）
真珠のクラスメイト。ショートボブの泉は竜一に片思いしている。
風見優（かざみ ゆう）
中高生に大人気のスーパーアイドル。ボーイッシュな16歳の少女。マネージャーと恋仲だが、熱愛報道をしようとする芸能記者から逃れるため、真珠を彼女に仕立て上げた。
相田潤（あいだ じゅん）
真珠たちが高等部に進学してからやってきた転入生。転入早々、クラスが違うのに「真珠に一目ぼれした」と言って近づいてきた。実は魔女ウインディア。

## 用語
マーメイド伝説
1000年に1度、15歳のマーメイド・プリンセスは人間となって陸に上がり、16歳の誕生日までに愛する男の子とくちづけを交わさなければならない。失敗して期限が来てしまうと、マーメイドや海の生物は滅び、海は魔女ウインディアの暗黒世界となってしまう。
本気で好きになった相手を殺すことでも滅びを回避することは出来るらしい。また、使命を無事果たしたマーメイド・プリンセスはそのまま人間として陸で生きることとなる。
ピンクパールのネックレス
マーメイド伝説を成就させるために必要なアイテム。大粒のピンクパールの周りを小さなパールが囲んでいるペンダントで、マーメイド・プリンセスであれば、強い思いを込めることで人間に変身する魔法が使える。竜一や星子に真珠を「親戚の女の子」と思い込ませるなど、多少周囲の人間をごまかすことも可能。しかし、人間へ変身する時やマーメイドに戻るところを誰かに見られてしまうと二度と変身できなくなる。本当に好きな相手とキスできなければ割れてしまう。

## 書誌情報
- 『マーメイド・ぱにっく』（著：小泉まりえ／イラスト：武内直子、講談社〈講談社X文庫ティーンズハート〉）、全4巻
  1. 1996年8月5日第1刷発行、ISBN 4-06-199497-2
  2. 1996年12月5日第1刷発行、ISBN 4-06-199718-1
  3. 1997年5月5日第1刷発行、ISBN 4-06-199744-0
  4. 1997年8月5日第1刷発行、ISBN 4-06-199753-X